# Craig Jarrett
Craig Jarrett (Martinsville, 17 luglio 1979) è un ex giocatore di football americano statunitense che ha militato nel ruolo di punter nella National Football League (NFL).

## Carriera
Al college Jarrett giocò a football a Michigan State. Fu scelto dai Seattle Seahawks nel corso del sesto giro (194º assoluto) del Draft NFL 2002.  Fu svincolato senza avere disputato alcuna gara dopo di che passò ai Washington Redskins, giocando quattro partite in tre stagioni.